# Бадди, Мариан
Мариан Эдгар Бадди (англ. Mariann Edgar Budde, урождённая Мариан Эдгар; род. 10 декабря 1959) — американский религиозный деятель, первая женщина-епископ во главе Вашингтонской епархии Епископальной церкви США.
Окончила с отличием Рочестерский университет (1982), получив степень бакалавра по истории. Затем училась в Виргинской теологической семинарии, получив в 1989 году степень магистра богословия, в 2008 году степень доктора богословия, в 2012 году степень почётного доктора.
Была миссионером в Гондурасе. В 1988 году рукоположена в диаконы, в 1989 году — во священники. На протяжении 18 лет служила настоятельницей церкви Святого Иоанна в Миннеаполисе. 12 ноября 2011 года хиротонисана во епископа Вашингтонской епархии в Вашингтонском кафедральном соборе. Под её духовным окормлением находятся 86 церковных общин и 10 церковных школ, расположенных в Округе Колумбия и четырёх округах штата Мэриленд.
В сентябре 2024 года Бадде была среди двух сотен христианских лидеров и учёных, подписавших открытое письмо, призывающее к сохранению плюралистической демократии и противостоянию авторитаризму, унижению и эксплуатации.
Широкое общественное внимание привлекла межконфессиональная инаугурационная служба, проведённая епископом Бадди в Вашингтонском кафедральном соборе 21 января 2025 года, по случаю вступления Дональда Трампа в должность Президента США. В своей проповеди Бадди призвала президента «проявить милосердие к людям в стране, которые сейчас напуганы», назвав, в частности, семьи, в которых есть гомосексуальные или трансгендерные дети, а также семьи иммигрантов, «которые собирают наш урожай и убирают наши офисные здания; которые работают на наших птицефермах и мясокомбинатах; которые моют посуду после того, как мы едим в ресторанах, и работают в ночную смену в больницах». Президент Трамп выразил категорическое неудовольствие заявлением епископа, назвав её «так называемым епископом» и «радикальной левой».